# Claudiu Voiculeț
Claudiu Dorian Voiculeț (n. 8 august 1985, Târgoviște, Dâmbovița, România) este un jucător de fotbal român, care a jucat ultima oară pentru Pandurii Târgu Jiu.